# Уэст, Эйприл
Эйприл Уэст (англ. April West, род. 20 ноября 1965) — американская порноактриса, лауреат премии AVN Awards.

## Биография
Родилась 20 ноября 1965 года. Дебютировала в порноиндустрии в 1988 году, в возрасте около 23 лет.
Снималась для таких студий, как Las Vegas Video, VCA Pictures, Venus 99, Video-X-Pix, Vidway, Vivid Entertainment, Western Visuals.
В 1990 году получила премию AVN Awards за лучшую лесбийскую сцену за роль в фильме студии Vivid True Love, совместно с Барбарой Дэйр.
Ушла из индустрии в 1990 году, снявшись в 35 фильмах.

## Награды
| Год  | Награда    | Категория               | Работа    | Результат |
| ---- | ---------- | ----------------------- | --------- | --------- |
| 1990 | AVN Awards | Лучшая лесбийская сцена | True Love | Победа    |

## Избранная фильмография
- True Love[5][6]